# André Charlet
André Fernand Charlet, född 24 april 1898 i Chamonix, död där 24 november 1954, var en fransk ishockeyspelare. Han var med i det franska ishockeylandslaget som kom på delad femte plats i de olympiska vinterspelen 1924 i Chamonix och på delad åttonde plats i de olympiska vinterspelen 1928 i Sankt Moritz.